# Raindrops Keep Fallin' on My Head
«Raindrops Keep Fallin' on My Head» (en català: «Gotes de pluja van caient sobre el meu cap») és una cançó escrita per Burt Bacharach i Hal David. Formava part de la pel·lícula Butch Cassidy and the Sundance Kid de 1969.

## Primer enregistrament
La versió original va ser gravada pel cantant B. J. Thomas i la bona fou la del setè intent, ja que els anteriors sis no van complaure a Bacharach. Thomas, per la seva banda, va gravar la cançó poc després d'haver sofert laringitis, per la qual cosa la seva veu sona més ronca en la versió de la pel·lícula. La cançó va guanyar el premi Oscar a la millor cançó original l'any següent.
Va aconseguir liderar les llistes d'èxit als Estats Units, Canadà i Noruega i es va situar en la posició 38 al Regne Unit. Va encapçalar el Billboard Hot 100 en les primeres quatre setmanes de la dècada del 1970 i va encapçalar la llista Adult Contemporary durant set setmanes. També va ser un èxit de vendes, amb més de 2 milions de còpies el març de 1970.Va ser declarada la quarta cançó més reeixida de l'any.